# Mookane
Mookane è un villaggio del Botswana situato nel distretto Centrale, sottodistretto di Mahalapye. Il villaggio, secondo il censimento del 2011, conta 2.983 abitanti.

## Località
Nel territorio del villaggio sono presenti le seguenti 22 località:
- Ditshilo di 21 abitanti,
- Ditsomane 2 di 5 abitanti,
- Legaragatlhana di 24 abitanti,
- Legotlhong di 6 abitanti,
- Lerukuru di 10 abitanti,
- Letsotsojane di 21 abitanti,
- Mabuane di 12 abitanti,
- Mahatane di 10 abitanti,
- Makobana di 10 abitanti,
- Makolwane di 10 abitanti,
- Masama di 9 abitanti,
- Mawang di 5 abitanti,
- Menoge di 37 abitanti,
- Mmamabula di 6 abitanti,
- Mogononyane di 5 abitanti,
- Monyai di 8 abitanti,
- Mosung di 32 abitanti,
- Mphebatho di 17 abitanti,
- Ngwanaatshono di 27 abitanti,
- Ramoteketa di 30 abitanti,
- Segate,
- Sheleketla di 14 abitanti